# Linda Williams (Sängerin)
Linda Williams (eigentl.: Henriëtte Willems; * 11. Juni 1955 in Valkenswaard) ist eine niederländische Schlagersängerin.

## Leben und Wirken
Als Siegerin des niederländischen Vorentscheids Nationaal Songfestival durfte sie mit dem Schlager Het is een wonder beim Eurovision Song Contest 1981 in Dublin auftreten. Sie erreichte den neunten Platz.
Wenige Singles erschienen von ihr in der Folgezeit. Sie kehrte im Jahr 1999 zum Wettbewerb zurück: als Backgroundsängerin zusammen mit ihrer Tochter Eva-Jane bei der belgischen Teilnehmerin Vanessa Chinitor.